# مشغل المفاعل النووي

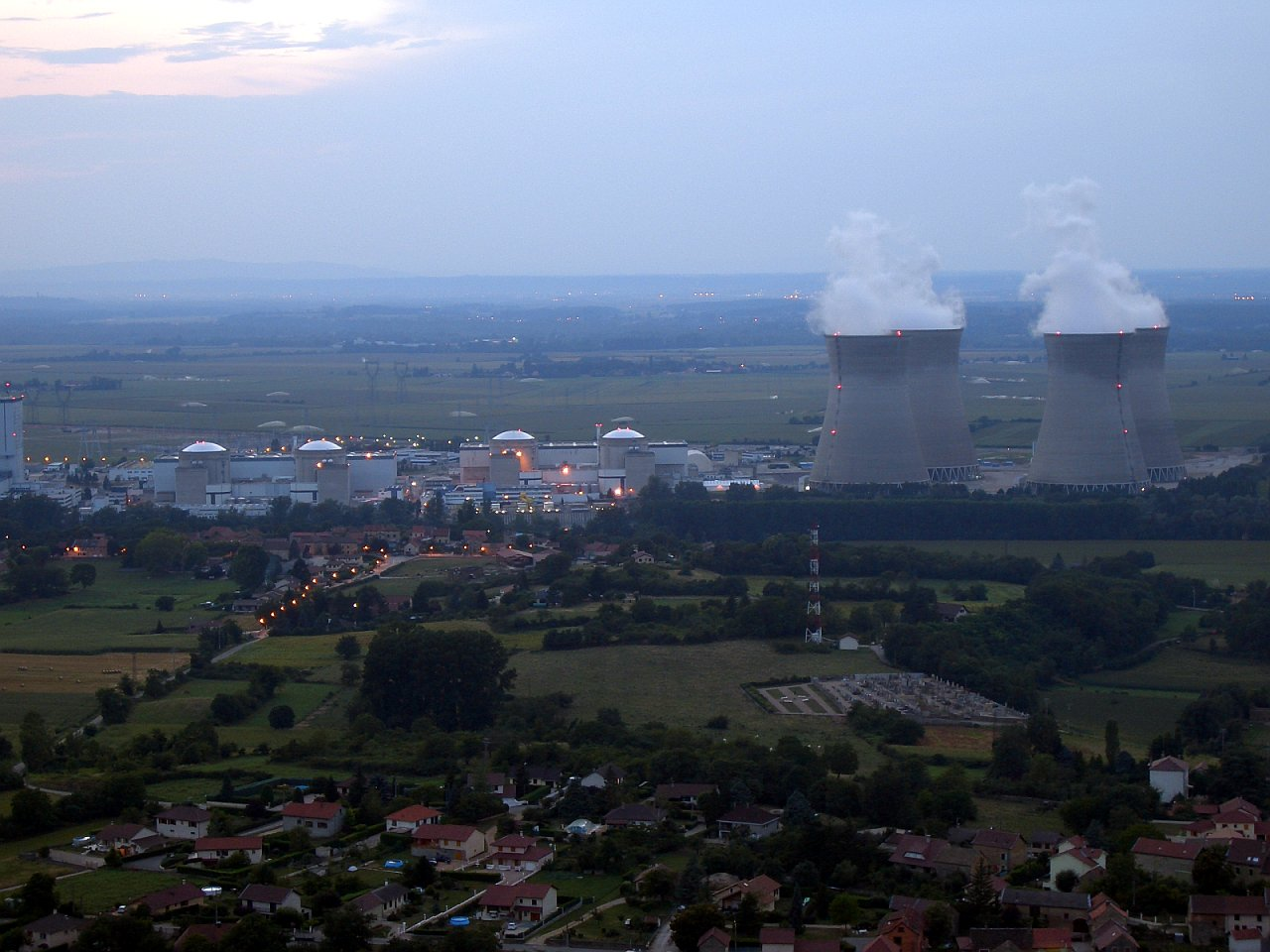
محطة طاقة نووية (محطة بوجيي)

مشغل المفاعل (أو مشغل المفاعل النووي) هو فرد أو عامل في محطة طاقة نووية يكون مسؤولاً عن التحكم المباشر في المفاعل النووي من لوحة التحكم وهو الشخص الوحيد في محطة الطاقة النووية الذي يمكنه تغيير الكميات الكبيرة من تفاعل المفاعل مباشرة.

## المهام
يشغل مشغل المفاعل موضع مسؤولية كبيرة قد تتطلب منه:
- تشغيل مفاعل نووي
- إغلاق مفاعل نووي
- مراقبة المفاعل
- التنبأ بإصابة المفاعل النووي بكوارث

## المؤهلات
مطلوب من جميع مشغلي المفاعلات أن يكونوا مرخصين أو مؤهلين من قبل مجلس الإدارة الخاص بهم ومن أهم الشروط:
- مؤهل دبلوم في مجال المفاعلات كحد أدنى
- خبرة لا تقل عن 3 سنوات في محطة توليد الكهرباء مع خبرة لا تقل عن سنة واحدة في محطة الطاقة النووية
- الانتهاء من برنامج تدريب مشغل المفاعل النووي للطاقة النووية
- اجتياز اختبار تشغيل مفاعل محطة الطاقة النووية.[2]